# Amparo Piñero
Amparo Piñero, all'anagrafe Amparo Piñero Guirao (Murcia, 13 dicembre 1997), è un'attrice, cantante, ballerina e modella spagnola, nota per aver interpretato il ruolo di Lola Ortega nella serie Summertime, per quello di Carmen Villanueva Cruz nella soap Un altro domani (Dos vidas) e per quello di Martina de Luján y Llopis nella soap La promessa (La promesa).

## Biografia
Amparo Piñero è nata il 13 dicembre 1997 a Murcia (Spagna), fin da piccola ha mostrato un'inclinazione per la recitazione e oltre allo spagnolo parla anche l'italiano.

## Carriera
Amparo Piñero si è formata presso le scuole di Cristina Rota e Juan Codina e si è diplomata in interpretazione musicale presso la scuola superiore d'arte drammatica di Murcia. Ha completato la sua formazione in danza classica e tip-tap con Raquel Jiménez e danza contemporanea e jazz con Susana Ruiz. Ha forgiato i suoi inizi di recitazione in diversi spettacoli teatrali come The Mystery of Europe (come sceneggiatrice e attrice), La Antología de la Zarzuela diretto da Pepe Ros e La casa de Bernarda Alba, el musical diretto da Michael John La Chiusa.
Nel 2021 e nel 2022 ha ricoperto il ruolo di Lola Ortega nella serie televisiva italiana di Netflix Summertime, insieme agli attori Ludovico Tersigni, Coco Rebecca Edogamhe e Andrea Lattanzi. Negli stessi anni è stata scelta per interpretare il ruolo della protagonista Carmen Villanueva Cruz nella soap opera in onda su La 1 Un altro domani (Dos vidas), insieme agli attori Laura Ledesma, Sebastián Haro, Silvia Acosta e Iván Mendes.
Nel 2023 è stata scritturata per interpretare il ruolo di Tanya Farad nella serie di Prime Video I Farad (Los Farad), insieme agli attori Miguel Herrán, Susana Abaitua, Pedro Casablanc, Nora Navas e Fernando Tejero. Nello stesso anno è stata scelta da TVE per interpretare il ruolo di Martina de Luján y Llopis nella soap opera in onda su La 1 La promessa (La promesa), insieme agli attori Ana Garcés, Eva Martín, Manuel Regueiro e Arturo García Sancho.

## Filmografia

### Televisione
- Un altro domani (Dos vidas) – soap opera, 255 episodi (La 1, 2021-2022)
- La promessa (La promesa) – soap opera (La 1, dal 2023)

### Web TV
- Summertime – serie TV, 15 episodi (Netflix, 2021-2022)
- I Farad (Los Farad) – serie TV, 8 episodi (Prime Video, 2023)

## Teatro
- Membro del Coro San Buenaventura (2009-2015)
- El misterio de Europa – sceneggiatrice e attrice (2014)
- El Abadejillo di Luis Quiñones de Benavente, diretto da Joaquín Pérez (2015) – Catalina
- Miscelánea del amor y el dolor, diretto da Jesús Peñarrubia – voce principale (2017)
- Bohemios di Amadeo Vives e Guillermo Perrín e Vico, diretto da Pepe Ros (2017)
- Las Brujas de Sälen, per l'associazione La talea teatro (2018) – Ann Putnam
- Modella nello spettacolo di vernici per carrozzeria, per Nefer Center (2018)
- La Antología de la Zarzuela, diretto da Pepe Ros (2018)
- El Despertar, basato su Spring Awakening di Steven Sater, diretto da José Antonio Sánchez (2019) – Ilse e Anna
- La casa de Bernarda Alba, el musical di Michael John LaChiusa (2019) – Amelia
- Attrice cantante nella compagnia lirica spagnola (2019)

## Doppiatrici italiane
Nelle versioni in italiano dei suoi film e delle sue serie TV, Amparo Piñero è stata doppiata da:
- Elena Perino[27] in Un altro domani[28], ne I Farad[29]
- Giorgia Brunori[30] ne La promessa[31]